# Schandelermolen
De Schandelermolen is een watermolen in de wijk Schandelen in de gemeente Heerlen in de Nederlandse provincie Limburg. De molen ligt aan de Schandelermolenweg (nr. 16) en de Schandelerboord.
De molen stond op de Caumerbeek. Stroomopwaarts lag op de beek de Oliemolen en stroomafwaarts de De Köpkesmolen.

## Geschiedenis
In de 18e eeuw werd de molen gebouwd. Het was een bovenslagmolen in gebruik als korenmolen.
In 1955 werd de molen onttakeld.
Sinds 1967 is het molengebouw een rijksmonument.

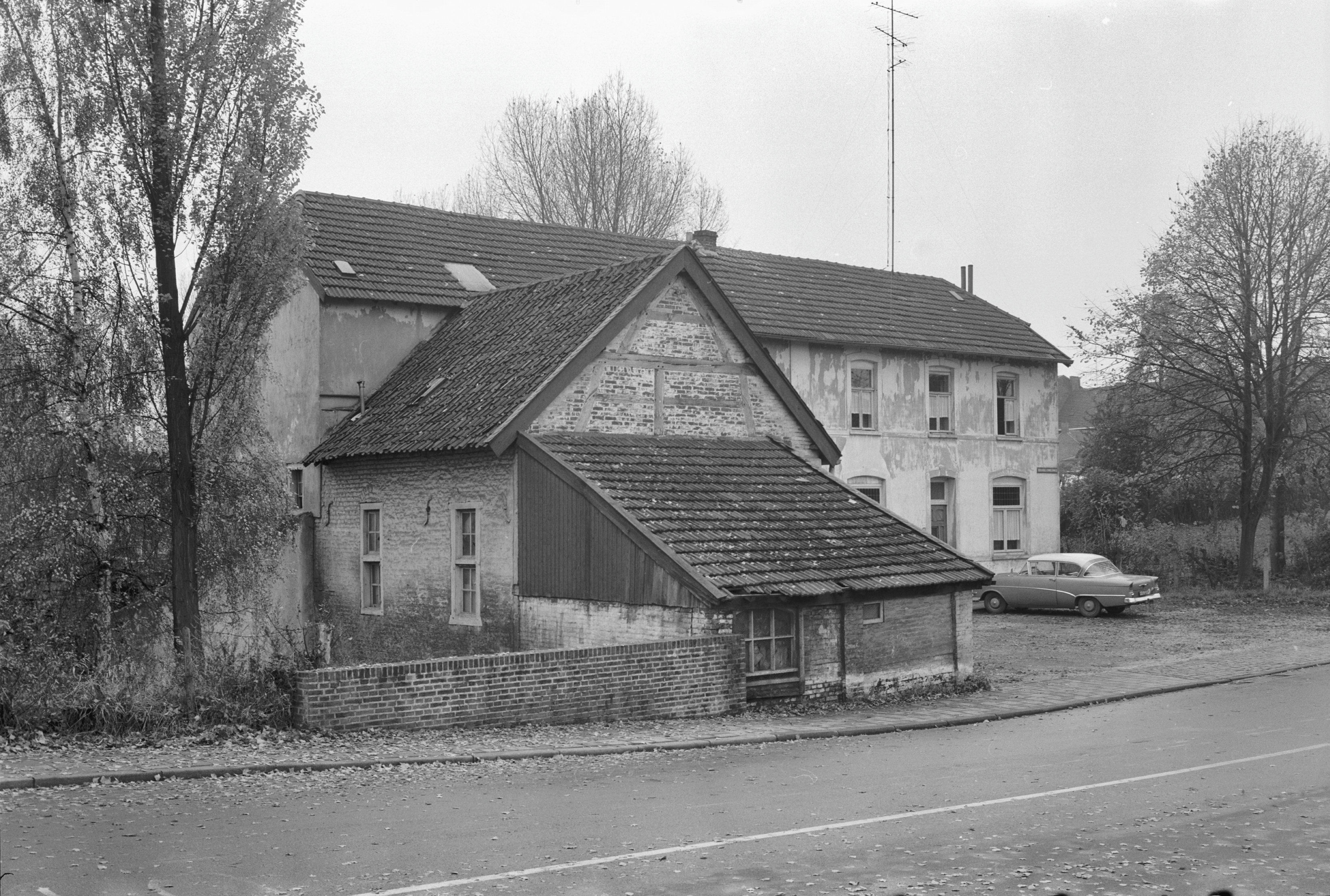
De molen in 1962
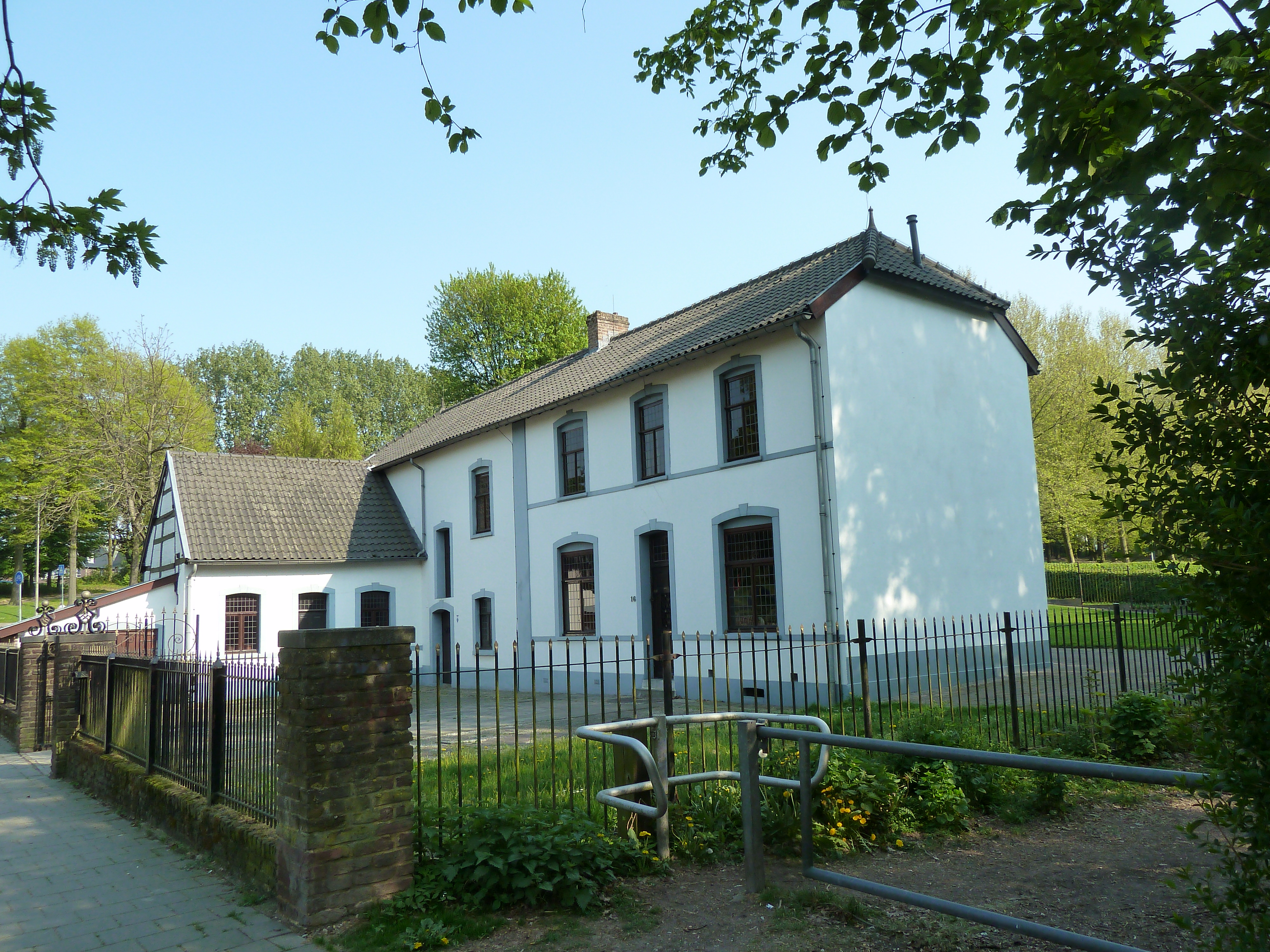
Voorzijde
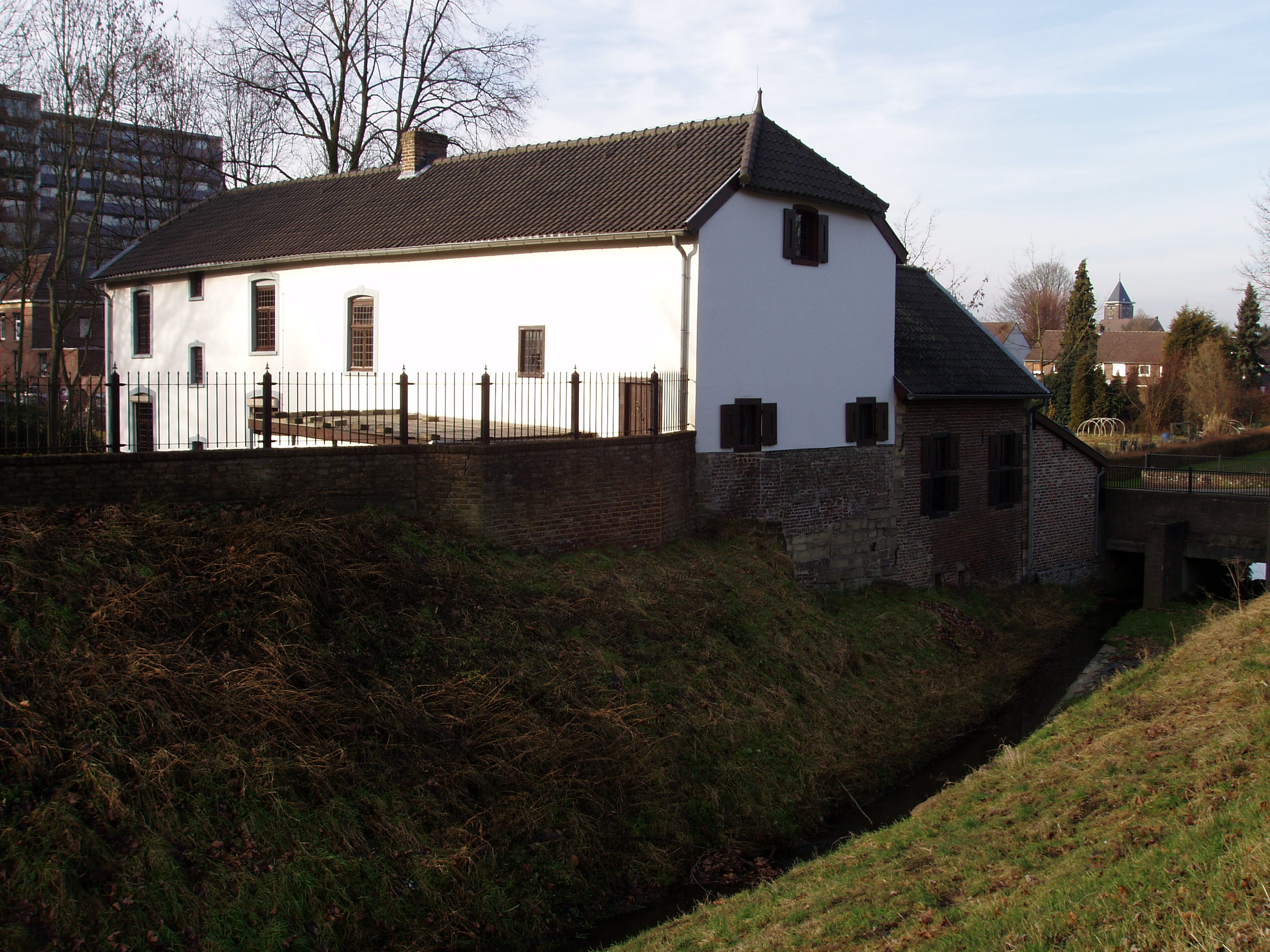
Achterzijde
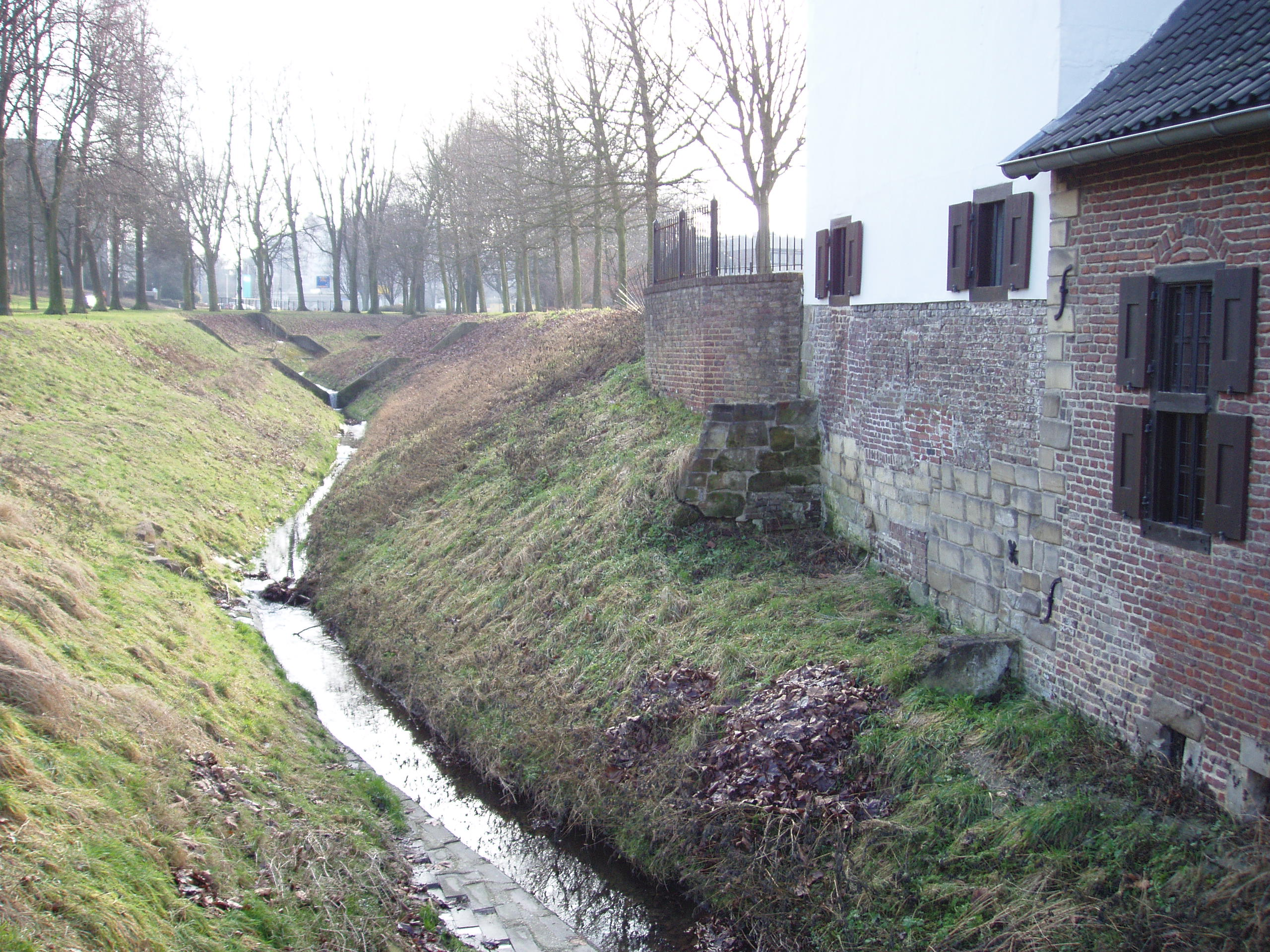
Caumerbeek